# Överluleå distrikt
Överluleå distrikt är ett distrikt i Bodens kommun och Norrbottens län. Distriktet ligger omkring Boden i södra Norrbotten.

## Tidigare administrativ tillhörighet
Distriktet inrättades 2016 och utgörs av en del av det område Bodens stad omfattade till 1971, delen som före 1967 utgjorde staden samt större delen av Överluleå socken.
Området motsvarar den omfattning Överluleå församling fick 1998 när Sävasts församling bröts ut.

## Tätorter och småorter
I Överluleå distrikt finns fem tätorter och nio småorter.

### Tätorter
- Boden
- Sävast (del av)
- Trångforsen och Heden
- Unbyn
- Vittjärv

### Småorter
- Brännberg
- Buddbyn (norra delen)
- Buddbyn (södra delen)
- Degerbäcken
- Norra Bredåker
- Skogså
- Svartbjörsbyn (norra delen)
- Södra Bredåker
- Österåker